# Augusto Costa
Augusto Costa (Buenos Aires, 22 de diciembre de 1974) es un economista y funcionario público argentino. Desde 2019 ocupa el cargo de ministro de Producción, Ciencia e Innovación Tecnológica de la provincia de Buenos Aires dentro del gabinete del gobernador Axel Kicillof y desde 2023 es el vicepresidente del Club Atlético Vélez Sarsfield.
Antes ocupó diversos puestos en la gestión pública donde destaca el de secretario de Comercio de la Nación (2014-2015), siendo uno de los creadores de los programas Precios Cuidados y Ahora 12.

## Biografía
Nació en la Ciudad de Buenos Aires y vivió allí toda su vida, donde también cursó sus estudios universitarios. Es Licenciado en Economía, especializado en Desarrollo Económico, Finanzas Públicas y Economía Internacional (UBA), con Maestría en Ciencia Política (UNSAM) y MSc Development Studies (London School of Economics). Es autor de diversas publicaciones académicas, tiene experiencia en investigación y docencia y una amplia trayectoria en la gestión pública.
Es Profesor Adjunto Regular de Finanzas Públicas (UBA) y Principios de Economía (UNPAZ), integra el Centro de Estudios para el Desarrollo Argentino (CENDA) y fue vicepresidente 2° del club Vélez Sarsfield, cargo que ejerció hasta el final del mandato a finales de 2020. En 2023, fue electo como vicepresidente primero.
Ejerció como Secretario de Relaciones Económicas Internacionales de la Cancillería (2013) y Subsecretario de Coordinación Económica y Mejora de la Competitividad del Ministerio de Economía (2012). 

### Secretaría de Comercio de la Nación
Costa asumió como secretario de Comercio de la Nación durante la gestión de Axel Kicillof en el Ministerio de Economía. Diseñó una herramienta de administración y control de la cadena de valor que conforma los precios de la canasta básica de productos: Precios Cuidados y un plan de financiación para el consumo llamado Ahora 12.

#### Precios Cuidados
El programa comenzó durante la presidencia de Cristina Fernández de Kirchner con el objetivo central de bajar el nivel de inflación. El entonces ministro de Economía Axel Kicillof desarrolló a finales de 2013 en conjunto con el secretario de Comercio, Augusto Costa, un acuerdo voluntario de precios con representantes de las principales cadenas de supermercados y proveedores de la Argentina las cuales se comprometieron a vender al consumidor final los productos a un precio único y constante acordado con el Estado nacional. El programa Precios Cuidados entró en vigencia el 1 de enero de 2014 e incluía una canasta básica de 302 productos comercializados en todo el territorio argentino.
El listado de precios estaba sujeto a una revisión periódica trimestral convenida sobre la base de la evolución de las condiciones de producción, comercialización y distribución de los productos que lo componían. En abril de 2014, el ministro anunció la primera revisión trimestral de Precios Cuidados, en la cual se acordó la incorporación de nuevos productos a la canasta de las grandes cadenas de supermercados, nuevos proveedores a las cadenas regionales y además, se llegó a un importante acuerdo con mayoristas y distribuidores orientado a beneficiar a pequeños almacenes barriales y comercios de proximidad de todo el país. De esta manera se dispuso una mayor cobertura geográfica, de un estrato más amplio de comercios y de inclusión de nuevas variedades de productos, como es el caso de los alimentos para pacientes celíacos. La Red tuvo presencia en 19 provincias del país con 4682 comercios adheridos y 27 mayoristas regionales. Además, sumó 667 productos de 118 pequeños productores en 14 provincias que amplían la oferta de bienes a precios cuidados para poner en pie de igualdad a los pequeños y medianos empresarios con los grandes; que los sectores más débiles de la cadena productiva y comercial pudieran competir en igualdad de condiciones. También se acordó una ampliación del programa para el sector de la construcción que incluyó un listado de 28 productos vinculados a 16 proveedores que representan cerca de la mitad del costo de materiales para la construcción y reforma de los hogares.
El ministro de Economía destacó en esa oportunidad la importancia del crecimiento de Precios Cuidados porque actúa como «referencia para el resto de los productos» y brinda «previsibilidad a toda la economía». «Precios cuidados no es un congelamiento de precios impuesto por el estado, sino una suma de acuerdos voluntarios que garantizan una rentabilidad razonable, a precios convenientes y que asegura que los productos estén al alcance de la población».

#### Ahora 12
En septiembre de 2014 entró en vigencia el programa Ahora 12 que les permitía a los consumidores adquirir productos de línea blanca, textiles, motocicletas, muebles, entre otros bienes de consumo, en doce cuotas sin interés con una gran variedad de tarjetas de crédito. El programa apuntaba a fomentar el consumo, el comercio, el empleo y la industria en una época donde el promedio de inflación anual era del 20 %.
En 18 meses, más de 166 169 comercios se adhirieron en todo el país, alcanzando ventas por 22 968 millones de pesos y superando las 12 millones de operaciones (un promedio de 2000 pesos por operación). Asimismo las ventas crecieron a una tasa semanal acumulada del 11 %. El mayor volumen de ventas desde su inicio se registró en los rubros de indumentaria (38 %), materiales para la construcción (19 %) y línea blanca —heladeras, lavarropas— (14 %).
Con este programa los comercios pasaron a pagar un 10% de financiamiento (en lugar de 26%) y esta diferencia fue absorbida por los bancos.

### Ministerio de Producción, Ciencia e Innovación Tecnológica
Luego de dejar la secretaría de Comercio se desempeñó como Gerente de Control de Gestión del Sector Público No Financiero de la Auditoría General de la Nación (AGN) hasta el 9 de diciembre de 2019. 
El 12 de diciembre de 2019 juró como nuevo ministro de Producción, Ciencia e Innovación Tecnológica de la Provincia de Buenos Aires. Tiene a su cargo las áreas de Puertos, Minería, PyMEs e Industria, Cooperativas, Turismo, Ciencia.

## Libros
- Todo Precio es Político, libro en el cual, entre otras cosas, revela cómo se implementó el programa Precios Cuidados, cómo funcionan las engañosas ofertas de los supermercados y las empresas y qué se oculta detrás de los mensajes y eslóganes proselitistas que llegan a través de los medios de comunicación[23][24][25]